# Dél-Korea az 1956. évi nyári olimpiai játékokon
Dél-Korea az ausztráliai Melbourne-ben és a svédországi Stockholmban megrendezett 1956. évi nyári olimpiai játékok egyik részt vevő nemzete volt. Az országot az olimpián 7 sportágban 35 sportoló képviselte, akik összesen 2 érmet szereztek.

## Érmesek
| Érem  | Versenyző                        | Sportág    | Versenyszám |
| ----- | -------------------------------- | ---------- | ----------- |
| Ezüst | Szong Szuncshon (Song Sun-Cheon) | Ökölvívás  | Harmatsúly  |
| Bronz | Kim Cshanghi (Kim Chang-hui)     | Súlyemelés | 67,5 kg     |

## Atlétika
Férfi
| Versenyző                       | Versenyszám | Előfutam | Előfutam | Elődöntő | Elődöntő | Döntő         | Döntő         |
| Versenyző                       | Versenyszám | Idő      | Hely.    | Idő      | Hely.    | Idő           | Helyezés      |
| ------------------------------- | ----------- | -------- | -------- | -------- | -------- | ------------- | ------------- |
| Sim Sang-ok                     | 800 m       | 1:55,5   | 6.       | kiesett  | kiesett  | kiesett       | kiesett       |
| Sim Sang-ok                     | 1500 m      | 4:09,0   | 13.      |          |          | kiesett       | kiesett       |
| Lee Chang-hoon                  | Maraton     |          |          |          |          | 2:28:45       | 4.            |
| Cshö Cshungsik (Choi Chung-sik) | Maraton     |          |          |          |          | 2:36:53       | 12.           |
| Im Hwa-dong                     | Maraton     |          |          |          |          | nem ért célba | nem ért célba |

| Versenyző                   | Versenyszám   | Selejtező | Selejtező | Döntő    | Döntő    |
| Versenyző                   | Versenyszám   | Eredmény  | Helyezés  | Eredmény | Helyezés |
| --------------------------- | ------------- | --------- | --------- | -------- | -------- |
| Suh Yong-joo                | Távolugrás    | 709 cm    | 18.       | kiesett  | kiesett  |
| Cshö Jonggi (Choi Yeong-gi) | Hármasugrás   | 14,86 m   | 20.       | 14,65 m  | 21.      |
| Song Gyo-sik                | Kalapácsvetés | 53,74 m   | 16.       | kiesett  | kiesett  |

## Birkózás
Szabadfogású
| Versenyző             | Versenyszám | 1. forduló                        | 1. forduló | 1. forduló | 2. forduló                          | 2. forduló | 2. forduló | 3. forduló        | 3. forduló | 3. forduló | 4. forduló                | 4. forduló | 4. forduló | 5. forduló        | 5. forduló | 5. forduló | Döntő                              | Döntő   | Döntő   | Helyezés    |
| Versenyző             | Versenyszám | Ellenfél Eredmény                 | Pont       | Hely.      | Ellenfél Eredmény                   | Pont       | Hely.      | Ellenfél Eredmény | Pont       | Hely.      | Ellenfél Eredmény         | Pont       | Hely.      | Ellenfél Eredmény | Pont       | Hely.      | Ellenfél Eredmény                  | Pont    | Hely.   | Helyezés    |
| --------------------- | ----------- | --------------------------------- | ---------- | ---------- | ----------------------------------- | ---------- | ---------- | ----------------- | ---------- | ---------- | ------------------------- | ---------- | ---------- | ----------------- | ---------- | ---------- | ---------------------------------- | ------- | ------- | ----------- |
| Lee Jeong-gyu         | 52 kg       | Abdul Aziz (PAK) · kétvállas      | 0          | =1.        | Baban Daware (IND) · 0-3            | 3          | =5.        | visszalépett      | 3          | 9.         | kiesett                   | kiesett    | kiesett    | kiesett           | kiesett    | kiesett    | kiesett                            | kiesett | kiesett | helyezetlen |
| Lee Sang-gyun         | 57 kg       | Ernesto Ramel (PHI) · kétvállas   | 0          | 1.         | Din Zahur (PAK) · 2-1               | 1          | =1.        | erőnyerő          | 1          | =1.        | Minoru Iizuka (JPN) · 0-3 | 4          | 4.         |                   |            |            | Mohamed Mehdi Yaghoubi (IRI) · 0-3 | 7       | 4.      | 4.          |
| O Thegun (O Tae-geun) | 67 kg       | Muhammad Ashraf (PAK) · kétvállas | 3          | =12.       | Alimbeg Besztajev (URS) · kétvállas | 6          | =16.       | kiesett           | kiesett    | kiesett    | kiesett                   | kiesett    | kiesett    | kiesett           | kiesett    | kiesett    | kiesett                            | kiesett | kiesett | helyezetlen |

## Kerékpározás

### Országúti kerékpározás
| Versenyző                 | Versenyszám   | Idő              | Helyezés      |
| ------------------------- | ------------- | ---------------- | ------------- |
| Kim Hoszun (Kim Ho-sun)   | Mezőnyverseny | 5:34:37 (+13:20) | 37.           |
| Im Szangdzso (Im Sang-jo) | Mezőnyverseny | nem ért célba    | nem ért célba |

## Kosárlabda
| Dél-koreai férfi kosárlabdacsapat-játékoskeret                                                | Dél-koreai férfi kosárlabdacsapat-játékoskeret                            |
| --------------------------------------------------------------------------------------------- | ------------------------------------------------------------------------- |
| - Jo Byeong-hyeon - An Byeong-seok - Kim Chun-bae - Kim Hyeong-il - Kim Jonggi (Kim Yeong-gi) | - Baek Jeong-nam - An Yeong-sik - Kim Yeong-su - Go Se-tae - Choi Tae-gon |

### Eredmények
Csoportkör
C csoport
| Csapat                  | M | Gy | V | P+  | P–  | Pk  |
| ----------------------- | - | -- | - | --- | --- | --- |
| Uruguay (URU)           | 3 | 3  | 0 | 238 | 187 | +51 |
| Bulgária (BUL)          | 3 | 2  | 1 | 242 | 199 | +43 |
| Kínai Köztársaság (ROC) | 3 | 1  | 2 | 216 | 249 | –33 |
| Dél-Korea (KOR)         | 3 | 0  | 3 | 194 | 255 | –61 |

| 1956. november 22. | Kínai Köztársaság (ROC) | 83 – 76 | Dél-Korea (KOR) |  |
| 1956. november 22. | (42–28)                 |         |                 |  |

| 1956. november 24. | Bulgária (BUL) | 89 – 58 | Dél-Korea (KOR) |  |
| 1956. november 24. | (47–33)        |         |                 |  |

| 1956. november 26. | Uruguay (URU) | 83 – 60 | Dél-Korea (KOR) |  |
| 1956. november 26. | (35–25)       |         |                 |  |

A 9–15. helyért
H csoport
| Csapat          | M | Gy | V | P+  | P–  | Pk  |
| --------------- | - | -- | - | --- | --- | --- |
| Kanada (CAN)    | 2 | 2  | 0 | 147 | 123 | +24 |
| Japán (JPN)     | 2 | 1  | 1 | 143 | 140 | +3  |
| Dél-Korea (KOR) | 2 | 0  | 2 | 130 | 157 | –27 |

| 1956. november 27. | Kanada (CAN) | 74 – 63 | Dél-Korea (KOR) |  |
| 1956. november 27. | (32–31)      |         |                 |  |

| 1956. november 28. | Japán (JPN) | 83 – 67 | Dél-Korea (KOR) |  |
| 1956. november 28. | (36–23)     |         |                 |  |

A 13–15. helyért
| 1956. november 30. | Dél-Korea (KOR) | 61 – 47 | Thaiföld (THA) |  |
| 1956. november 30. | (33–28)         |         |                |  |

A 13. helyért
| 1956. december 1. | Szingapúr (SIN) | 92 – 79 | Dél-Korea (KOR) |  |
| 1956. december 1. | (45–39)         |         |                 |  |

| Csapat          | Helyezés |
| --------------- | -------- |
| Dél-Korea (KOR) | 14.      |

## Ökölvívás
| Versenyző                        | Versenyszám  | 32-es főtábla            | Nyolcaddöntő                          | Negyeddöntő                     | Elődöntő                      | Döntő                       | Helyezés |
| Versenyző                        | Versenyszám  | Ellenfél Eredmény        | Ellenfél Eredmény                     | Ellenfél Eredmény               | Ellenfél Eredmény             | Ellenfél Eredmény           | Helyezés |
| -------------------------------- | ------------ | ------------------------ | ------------------------------------- | ------------------------------- | ----------------------------- | --------------------------- | -------- |
| Pyo Hyeon-gi                     | Légsúly      | erőnyerő                 | René Libeer (FRA) · V                 | kiesett                         | kiesett                       | kiesett                     | 9.       |
| Szong Szuncshon (Song Sun-Cheon) | Harmatsúly   | Alberto Adela (PHI) · GY | Robert Bath (AUS) · GY                | Carmelo Tomaselli (ARG) · GY    | Claudio Barrientos (CHI) · GY | Wolfgang Behrendt (EUA) · V |          |
| Chung Dong-hoon                  | Pehelysúly   | erőnyerő                 | Ján Zachara (TCH) · V                 | kiesett                         | kiesett                       | kiesett                     | 9.       |
| Baek Do-seon                     | Könnyűsúly   | erőnyerő                 | André Vairolatto (FRA) · RTD          | kiesett                         | kiesett                       | kiesett                     | 9.       |
| Hwang Ui-gyeong                  | Kisváltósúly | erőnyerő                 | Manuel de los Santos (PHI) · kizárták | Constantin Dumitrescu (ROU) · V | kiesett                       | kiesett                     | 5.       |

## Sportlövészet
Férfi
| Versenyző               | Versenyszám                    | Döntő | Döntő    |
| Versenyző               | Versenyszám                    | Pont  | Helyezés |
| ----------------------- | ------------------------------ | ----- | -------- |
| Kim Yun-gi              | Szabadpisztoly                 | 463   | 30.      |
| Cshu Hvail (Chu Hwa-il) | Szabadpuska, összetett (300 m) | 903   | 19.      |

## Súlyemelés
| Versenyző                      | Versenyszám | Nyomás   | Nyomás   | Szakítás                 | Szakítás                 | Lökés    | Lökés    | Összesen | Helyezés |
| Versenyző                      | Versenyszám | Eredmény | Helyezés | Eredmény                 | Helyezés                 | Eredmény | Helyezés | Összesen | Helyezés |
| ------------------------------ | ----------- | -------- | -------- | ------------------------ | ------------------------ | -------- | -------- | -------- | -------- |
| Kim Henam (Kim Hae-nam)        | 56 kg       | 85,0     | =9.      | 95,0                     | =5.                      | 127,5    | =5.      | 307,5    | 5.       |
| Ju Inho (Yu In-ho)             | 56 kg       | 90,0     | =5.      | 95,0                     | =5.                      | 135,0    | 1.       | 320,0    | 4.       |
| Lee Gyeong-seop                | 60 kg       | 90,0     | =14.     | 95,0                     | =7.                      | 127,5    | =3.      | 312,5    | 8.       |
| Kim Cshanghi (Kim Chang-hui)   | 67,5 kg     | 107,5    | =9.      | 112,5                    | 3.                       | 150,0    | =1.      | 370,0    |          |
| Kim Szongdzsip (Kim Seong-jip) | 75 kg       | 125,0    | 2.       | 110,0                    | 10.                      | =145,0   | 6.       | 380,0    | 5.       |
| Park Dong-cheol                | 90 kg       | 120,0    | 12.      | érvényes kísérlet nélkül | érvényes kísérlet nélkül | kiesett  | kiesett  | kiesett  | kiesett  |